# Mound (Minnesota)
Mound es una ciudad ubicada en el condado de Hennepin en el estado estadounidense de Minnesota. En el Censo de 2010 tenía una población de 9052 habitantes y una densidad poblacional de 705,92 personas por km².

## Geografía
Mound se encuentra ubicada en las coordenadas 44°55′55″N 93°39′30″O / 44.93194, -93.65833. Según la Oficina del Censo de los Estados Unidos, Mound tiene una superficie total de 12.82 km², de la cual 7.39 km² corresponden a tierra firme y (42.33%) 5.43 km² es agua.

## Demografía
Según el censo de 2010, había 9052 personas residiendo en Mound. La densidad de población era de 705,92 hab./km². De los 9052 habitantes, Mound estaba compuesto por el 95.76% blancos, el 0.88% eran afroamericanos, el 0.25% eran amerindios, el 1.27% eran asiáticos, el 0.03% eran isleños del Pacífico, el 0.4% eran de otras razas y el 1.4% pertenecían a dos o más razas. Del total de la población el 1.81% eran hispanos o latinos de cualquier raza.